# Arenetra agrotidis
Arenetra agrotidis là một loài tò vò trong họ Ichneumonidae.